# Výplata (povídka)
Výplata (anglicky Paycheck) je vědeckofantastická povídka/noveleta amerického spisovatele Philipa K. Dicka, která vyšla poprvé v červnu 1953 v americkém magazínu Imagination, ačkoli byla napsána již v roce 1952. Je to titulní dílo stejnojmenné sbírky vydané v roce 2003, ve stejném roce se dočkalo i filmového zpracování. Stejně jako v několika dalších autorových krátkých literárních útvarech se i zde objevuje téma cestování v čase.
Michael Jennings je najímán za lukrativní mzdu na práci na tajných projektech u velké soukromé společnosti. Aby nic nevyzradil, je mu poté vymazána paměť. Po poslední zakázce dostane místo peněz několik zdánlivě bezcenných předmětů. Jeho šok je ještě větší, když mu zaměstnavatel oznámí, že se tučného honoráře sám vzdal. Na mušce ho nyní má bezpečnostní policie. Jennigs má neodbytný pocit, že mu jde o život.
P. K. Dick k příběhu řekl: „Kolik stojí klíček od úložné skříňky? Jeden den má hodnotu 25 centů, druhý den tisíce dolarů. V tomto příběhu mě napadlo, že v našich životech jsou chvíle, kdy mít drobnou minci k zatelefonování může znamenat rozdíl mezi životem a smrtí. Klíče, drobné, možná lístek do divadla - co takhle parkovací lístek pro Jaguar? Vše, co jsem musel udělat, bylo propojit tuto myšlenku s cestováním v čase, abych ukázal, že zdánlivě bezvýznamné drobnosti by v rukou cestovatele časem mohly znamenat mnohem více. Věděl by totiž, kdy mu ta mince může zachránit život a v minulosti by tak mohl dát přednost jí před jakkoli velkým obnosem peněz.“

## Postavy
- Earl Rethrick – majitel rodinné firmy Rethrick Construction
- Michael Jennings – protagonista příběhu, špičkový technik
- Kelly McVaneová – zaměstnankyně/recepční u Rethrick Construction

## Děj
Michael Jennings, jeden z nejlepších techniků v zemi, je najat na dva roky velkou společností Rethrick Construction na práci na tajném projektu. Po vypršení kontraktu je mu vymazána paměť, aby nemohl nikde vyzradit, na čem pracoval. Místo velké sumy peněz jeho výplatu tvoří několik zdánlivě bezcenných předmětů - drátek, známka na autobus, zelená páska, polovina pokerového žetonu, elektronický klíč od dveří, útržek vstupenky a lístek z úschovny. Navíc mu zaměstnavatel oznámí, že se tučného honoráře sám vzdal. Amerika se mezitím změnila v policejní stát, kde jedinec nemá příliš růžové vyhlídky, pokud nepracuje pro státní aparát či nějakou velkou firmu.

Na ulici jej zadrží bezpečnostní policie, která chce vědět, na čem pracoval. Když jim to Jennings nedokáže říct, rozhodne se pro útěk a k odemčení vozidla využije drátek. Má pocit, že mu může jít o život a uvědomí si, že jediný způsob, jak se zachránit, je vydíráním donutit Earla Rethricka (majitele Rethrick Construction), aby jej vzal zpátky. K tomu potřebuje zjistit, kde se jeho továrna nachází. Ale jak? 
V kapse nahmatá útržek vstupenky s textem PORTOLA T STUARTSVI IOW. Stuartsville v Iowě, to musí být to místo. Odjede tam a s pomocí recepční Kelly McVaneové se potají dostane do továrny. Zároveň si vydedukuje, že zde pracoval na časoskopu – ilegálním zařízení umožňujícím nahlédnout do minulosti či budoucnosti a přenést odtud nějaké předměty. Díky tomu mohl připravit své budoucí kroky a nachystat si potřebné předměty, které nyní v klíčové okamžiky využívá.

Ale jde o víc. Rethrick buduje armádu pro revoluci, která má zemi osvobodit od autoritářské vlády. V továrně se Jenningsovi podaří získat tajné dokumenty a uniknout. Předá je své parťačce Kelly, aby je ukryla.
Na schůzce s Earlem Rethrickem Jennings vytáhne triumfy. Chce se vrátit, ale už ne jako technik/mechanik, ale jako rovnocenný partner, který se bude podílet na řízení chodu společnosti. Co ovšem netuší je, že Kelly je Rethrickova dcera, takže tajné dokumenty má teď Earl. Ten má zájem o spolupráci s Jenningsem za podmínky, že vedení společnosti zůstane Rethrickově rodině. Jennings, obrán o svou výhodu, váhá. Nakonec ale triumfuje, v prostoru se vytvoří trhlina, ze které se vynoří mechanická čelist a sebere Kelly lístek z bezpečnostní schránky, kde jsou uloženy tajné dokumenty. Jennings zjistil díky časoskopu i tohle. Nyní Rethrickovi a jeho dceři nezbyde nic jiného, než Jenningse přibrat k sobě do rodinné firmy.

### Seznam předmětů
Seznam předmětů, které Jennings obdrží jako mzdu za dvouletý pracovní poměr u Rethrick Construction:
- známka na autobus (využije při útěku před bezpečnostní policií)
- tenký drátek (využije při útěku ze zamčeného vozidla bezpečnostní policie)
- elektronický klíč od dveří zadního vchodu v továrně Rethrick Construction
- polovina pokerového žetonu (umožní vstup do sázkařského doupěte, kde se ukryje před policií i společností)
- zelená látková páska na paži (umožní vstup do továrny Rethrick Construction)
- útržek vstupenky s textem PORTOLA T STUARTSVI IOW – znamená Portola Theatre, Stuartsville, Iowa; díky němu zjistí, kde je Rethrickova továrna
- lístek z úschovny (s tajnými dokumenty z Rethrick Construction)

## Filmová adaptace
- Výplata (2003, Paycheck), americký film na námět povídky, režie John Woo, hrají Ben Affleck, Uma Thurman, Aaron Eckhart, Paul Giamatti, Joe Morton, Colm Feore, Michael C. Hall, Kathryn Morris a další.[2]

## Česká vydání
Česky vyšla povídka v následujících sbírkách nebo antologiích (k roku 2024):
- To je Wub, kapitáne! (Laser, 2002)
- Výplata (Baronet, 2004)

## Kulturní odkazy
- rytíř Roland a bitva v průsmyku Roncevaux (778)